# Prêmio Globo de Melhores do Ano de série do ano
O Prêmio Globo de Melhores do Ano para Série do Ano é um prêmio anual destinado a melhor série brasileira produzida e exibida pela TV Globo. A categoria foi apresentada pela primeira vez durante a 25ª edição da premiação, sob o título de "Melhor Série", sendo alterada no ano seguinte para o título atual.

## Vencedores e indicados
|  | Indica a vencedora |

### Década de 2020
Fonte: 
| Ano  | Série                         | Autoria                        | Direção Geral                                 |
| ---- | ----------------------------- | ------------------------------ | --------------------------------------------- |
| 2021 | Sob Pressão: Plantão Covid    | Lucas Paraizo                  | Andrucha Waddington                           |
| 2021 | Arcanjo Renegado (T1)         | José Júnior                    | Heitor Dhalia e André Godói                   |
| 2021 | Ilha de Ferro (T1)            | Max Mallmann e Adriana Lunardi | Afonso Poyart, Guga Sander e Roberta Richard  |
| 2022 | Sob Pressão (T5)              | Lucas Paraizo                  | Andrucha Waddington                           |
| 2022 | Arcanjo Renegado (T2)         | José Júnior                    | Heitor Dhalia e André Godói                   |
| 2022 | Cine Holliúdy (T2)            | Marcio Wilson e Claudio Paiva  | Halder Gomes, Patricia Pedrosa e Renata Porto |
| 2023 | Os Outros (T1)                | Lucas Paraizo                  | Luisa Lima                                    |
| 2023 | As Aventuras de José e Durval | Hugo Prata                     | Hugo Prata                                    |
| 2023 | Encantado's (T1)              | Renata Andrade e Thais Pontes  | Henrique Sauer                                |
| 2024 | Justiça 2                     | Manuela Dias                   | Gustavo Fernandez                             |
| 2024 | Fim                           | Fernanda Torres                | Andrucha Waddington                           |
| 2024 | Os Outros (T2)                | Lucas Paraizo                  | Luisa Lima                                    |

## Estatísticas e recordes
| Sub-categoria                 | Melhor Série                                                                | Melhor Série |
| ----------------------------- | --------------------------------------------------------------------------- | ------------ |
| Série com mais prêmios        | Sob Pressão (2), consecutivas                                               |              |
| Série com mais indicações     | Sob Pressão (2), Arcanjo Renegado (2), Os Outros (2)                        |              |
| Autores com mais prêmios      | Lucas Paraizo (3), consecutivos                                             |              |
| Autores com mais indicações   | Lucas Paraizo (4), José Júnior (2)                                          |              |
| Diretores com mais prêmios    | Andrucha Waddington (2)                                                     |              |
| Diretores com mais indicações | Andrucha Waddington (3), Heitor Dhalia (2), André Godói (2), Luisa Lima (2) |              |